# Marvin Hagler
Marvin Hagler (născut Marvin Nathaniel Hagler; n. 23 mai 1954, Newark, New Jersey, SUA – d. 13 martie 2021, Bartlett, New Hampshire, SUA) a fost un boxer profesionist american care a luptat din 1973 până în 1987. Hagler a fost campion necontestat la categoria mijlocie între 1980-1987, apărându-și de douăsprezece ori acest titlu, și deține în prezent cel mai mare procent de knock-outuri al tuturor campionilor de categoria mijlocie (78%) și deține, de asemenea, al doilea cel mai lung timp de campion din istoria boxului, cu cele douăsprezece apărări consecutive ale titlului. Cu șase ani și șapte luni, domnia sa de campion necontestat la categoria mijlocie este a doua cea mai lungă din secolul al XX-lea, fiind întrecut doar de Tony Zale, care a dominat această categorie în timpul celui de-al Doilea Război Mondial. În 1982, deranjat că crainicii de rețea de multe ori nu au făcut referire la el prin porecla sa, „Minunatul”, Hagler și-a schimbat legal numele în Marvelous Marvin Hagler.

## Recorduri ca boxer profesionist
| No. | Rez.       | Rezultat general | Adversar                | Tip | Runda, timp   | Data         | Locație                                                        | Note                                                                               |
| --- | ---------- | ---------------- | ----------------------- | --- | ------------- | ------------ | -------------------------------------------------------------- | ---------------------------------------------------------------------------------- |
| 67  | Înfrângere | 62–3–2           | Sugar Ray Leonard       | SD  | 12            | Apr 6, 1987  | Caesars Palace, Paradise, Nevada, U.S.                         | Lost WBC, The Ring, and lineal middleweight titles                                 |
| 66  | Victorie   | 62–2–2           | John Mugabi             | KO  | 11 (12), 1:29 | Mar 10, 1986 | Caesars Palace, Paradise, Nevada, U.S.                         | Păstrează centurile WBA, WBC, IBF, The Ring, și lineal la mijlocie                 |
| 65  | Victorie   | 61–2–2           | Thomas Hearns           | TKO | 3 (12), 1:52  | Apr 15, 1985 | Caesars Palace, Paradise, Nevada, U.S.                         | Păstrează centurile WBA, WBC, IBF, The Ring, și lineal la mijlocie                 |
| 64  | Victorie   | 60–2–2           | Mustafa Hamsho          | TKO | 3 (15), 2:31  | Oct 19, 1984 | Madison Square Garden, New York City, New York, U.S.           | Păstrează centurile WBA, WBC, IBF, The Ring, și lineal la mijlocie                 |
| 63  | Victorie   | 59–2–2           | Juan Roldán             | TKO | 10 (15), 0:39 | Mar 30, 1984 | Riviera, Winchester, Nevada, U.S.                              | Păstrează centurile WBA, WBC, IBF, The Ring, și lineal la mijlocie                 |
| 62  | Victorie   | 58–2–2           | Roberto Durán           | UD  | 15            | Nov 10, 1983 | Caesars Palace, Paradise, Nevada, U.S.                         | Păstrează centurile WBA, WBC, IBF, The Ring, și lineal la mijlocie                 |
| 61  | Victorie   | 57–2–2           | Wilford Scypion         | KO  | 4 (15), 2:47  | 27 mai 1983  | Civic Center, Providence, Rhode Island, U.S.                   | Păstrează centurile The Ring și Lineal; Câștigă centura inaugurală IBF la mijlocie |
| 60  | Victorie   | 56–2–2           | Tony Sibson             | TKO | 6 (15), 2:40  | Feb 11, 1983 | Centrum, Worcester, Massachusetts, U.S.                        | Păstrează centurile WBA, WBC, The Ring, și lineal la mijlocie                      |
| 59  | Victorie   | 55–2–2           | Fulgencio Obelmejias    | TKO | 5 (15), 2:35  | Oct 30, 1982 | Teatro Ariston, Sanremo, Italy                                 | Păstrează centurile WBA, WBC, The Ring, și lineal la mijlocie                      |
| 58  | Victorie   | 54–2–2           | William Lee             | TKO | 1 (15), 1:07  | Mar 7, 1982  | Bally's Park Place, Atlantic City, New Jersey, U.S.            | Păstrează centurile WBA, WBC, The Ring, și lineal la mijlocie                      |
| 57  | Victorie   | 53–2–2           | Mustafa Hamsho          | TKO | 11 (15), 2:09 | Oct 3, 1981  | Horizon, Rosemont, Illinois, U.S.                              | Păstrează centurile WBA, WBC, The Ring, și lineal la mijlocie                      |
| 56  | Victorie   | 52–2–2           | Vito Antuofermo         | RTD | 4 (15), 3:00  | Jun 13, 1981 | Boston Garden, Boston, Massachusetts, U.S.                     | Păstrează centurile WBA, WBC, The Ring, și lineal la mijlocie                      |
| 55  | Victorie   | 51–2–2           | Fulgencio Obelmejias    | TKO | 8 (15), 0:20  | Jan 17, 1981 | Boston Garden, Boston, Massachusetts, U.S.                     | Păstrează centurile WBA, WBC, The Ring, și lineal la mijlocie                      |
| 54  | Victorie   | 50–2–2           | Alan Minter             | TKO | 3 (15), 1:45  | Sep 27, 1980 | Wembley Arena, London, England                                 | Câștigă centurile WBA, WBC, The Ring, și lineal la mijlocie                        |
| 53  | Victorie   | 49–2–2           | Marcos Geraldo          | UD  | 10            | 17 mai 1980  | Caesars Palace, Paradise, Nevada, U.S.                         |                                                                                    |
| 52  | Victorie   | 48–2–2           | Bobby Watts             | TKO | 2 (10)        | Apr 19, 1980 | Cumberland County Civic Center, Portland, Maine, U.S.          |                                                                                    |
| 51  | Victorie   | 47–2–2           | Loucif Hamani           | KO  | 2 (10), 1:42  | Feb 16, 1980 | Cumberland County Civic Center, Portland, Maine, U.S.          |                                                                                    |
| 50  | Remiză     | 46–2–2           | Vito Antuofermo         | SD  | 15            | Nov 30, 1979 | Caesars Palace, Paradise, Nevada, U.S.                         | For WBA, WBC, The Ring, and lineal middleweight titles                             |
| 49  | Victorie   | 46–2–1           | Norberto Rufino Cabrera | TKO | 8 (10)        | Jun 30, 1979 | Esplanade de Fontvieille, Monte Carlo, Monaco                  |                                                                                    |
| 48  | Victorie   | 45–2–1           | Jamie Thomas            | TKO | 3 (10), 2:38  | 26 mai 1979  | Cumberland County Civic Center, Portland, Maine, U.S.          |                                                                                    |
| 47  | Victorie   | 44–2–1           | Bob Patterson           | TKO | 3 (10), 1:00  | Mar 12, 1979 | Civic Center, Providence, Rhode Island, U.S.                   |                                                                                    |
| 46  | Victorie   | 43–2–1           | Sugar Ray Seales        | TKO | 1 (10), 1:26  | Feb 3, 1979  | Boston Garden, Boston, Massachusetts, U.S.                     |                                                                                    |
| 45  | Victorie   | 42–2–1           | Willie Warren           | TKO | 7 (10)        | Nov 11, 1978 | Boston Garden, Boston, Massachusetts, U.S.                     |                                                                                    |
| 44  | Victorie   | 41–2–1           | Bennie Briscoe          | UD  | 10            | Aug 24, 1978 | Spectrum, Philadelphia, Pennsylvania, U.S.                     |                                                                                    |
| 43  | Victorie   | 40–2–1           | Kevin Finnegan          | TKO | 7 (10)        | 13 mai 1978  | Boston Garden, Boston, Massachusetts, U.S.                     |                                                                                    |
| 42  | Victorie   | 39–2–1           | Doug Demmings           | TKO | 8 (10)        | Apr 7, 1978  | Grand Olympic Auditorium, Los Angeles, California, U.S.        |                                                                                    |
| 41  | Victorie   | 38–2–1           | Kevin Finnegan          | TKO | 9 (10)        | Mar 4, 1978  | Boston Garden, Boston, Massachusetts, U.S.                     |                                                                                    |
| 40  | Victorie   | 37–2–1           | Mike Colbert            | TKO | 12 (15)       | Nov 26, 1977 | Boston Garden, Boston, Massachusetts, U.S.                     | Won vacant Massachusetts middleweight title                                        |
| 39  | Victorie   | 36–2–1           | Jim Henry               | UD  | 10            | Oct 15, 1977 | Marvel Gymnasium, Providence, Rhode Island, U.S.               |                                                                                    |
| 38  | Victorie   | 35–2–1           | Ray Phillips            | TKO | 7 (10), 1:11  | Sep 24, 1977 | Boston Garden, Boston, Massachusetts, U.S.                     |                                                                                    |
| 37  | Victorie   | 34–2–1           | Willie Monroe           | TKO | 2 (10), 1:46  | Aug 23, 1977 | Spectrum, Philadelphia, Pennsylvania, U.S.                     | Won vacant North American middleweight title                                       |
| 36  | Victorie   | 33–2–1           | Roy Jones               | TKO | 3 (10), 2:10  | Jun 10, 1977 | Civic Center, Hartford, Connecticut, U.S.                      |                                                                                    |
| 35  | Victorie   | 32–2–1           | Reggie Ford             | KO  | 3 (10), 2:14  | Mar 16, 1977 | Boston Arena, Boston, Massachusetts, U.S.                      |                                                                                    |
| 34  | Victorie   | 31–2–1           | Willie Monroe           | TKO | 12 (12), 1:20 | Feb 15, 1977 | John B. Hynes Memorial Auditorium, Boston, Massachusetts, U.S. |                                                                                    |
| 33  | Victorie   | 30–2–1           | George Davis            | TKO | 6 (10), 2:56  | Dec 21, 1976 | John B. Hynes Memorial Auditorium, Boston, Massachusetts, U.S. |                                                                                    |
| 32  | Victorie   | 29–2–1           | Eugene Hart             | RTD | 8 (10)        | Sep 14, 1976 | Spectrum, Philadelphia, Pennsylvania, U.S.                     |                                                                                    |
| 31  | Victorie   | 28–2–1           | DC Walker               | TKO | 6 (10)        | Aug 3, 1976  | Schneider Arena, North Providence, Rhode Island, U.S.          |                                                                                    |
| 30  | Victorie   | 27–2–1           | Bob Smith               | TKO | 5 (10), 2:05  | Jun 2, 1976  | Roseland Ballroom, Taunton, Massachusetts, U.S.                |                                                                                    |
| 29  | Înfrângere | 26–2–1           | Willie Monroe           | UD  | 10            | Mar 9, 1976  | Spectrum, Philadelphia, Pennsylvania, U.S.                     |                                                                                    |
| 28  | Victorie   | 26–1–1           | Matt Donovan            | TKO | 2 (10), 2:40  | Feb 7, 1976  | Boston Arena, Boston, Massachusetts, U.S.                      |                                                                                    |
| 27  | Înfrângere | 25–1–1           | Bobby Watts             | MD  | 10            | Jan 13, 1976 | Spectrum, Philadelphia, Pennsylvania, U.S.                     |                                                                                    |
| 26  | Victorie   | 25–0–1           | Johnny Baldwin          | UD  | 10            | Dec 20, 1975 | John B. Hynes Memorial Auditorium, Boston, Massachusetts, U.S. |                                                                                    |
| 25  | Victorie   | 24–0–1           | Lamont Lovelady         | TKO | 7 (10)        | Sep 30, 1975 | Boston Garden, Boston, Massachusetts, U.S.                     |                                                                                    |
| 24  | Victorie   | 23–0–1           | Jesse Bender            | KO  | 1 (10), 1:38  | Aug 7, 1975  | Exposition Building, Portland, Maine, U.S.                     |                                                                                    |
| 23  | Victorie   | 22–0–1           | Jimmy Owens             | DQ  | 6 (10)        | 24 mai 1975  | Brockton High School Gymnasium, Brockton, Massachusetts, U.S.  | Owens disqualified for repeated clinching                                          |
| 22  | Victorie   | 21–0–1           | Jimmy Owens             | SD  | 10            | Apr 14, 1975 | Boston Arena, Boston, Massachusetts, U.S.                      |                                                                                    |
| 21  | Victorie   | 20–0–1           | Joey Blair              | KO  | 2 (10), 2:22  | Mar 31, 1975 | Harvard Club, Boston, Massachusetts, U.S.                      |                                                                                    |
| 20  | Victorie   | 19–0–1           | Dornell Wigfall         | KO  | 6 (10), 1:25  | Feb 15, 1975 | Brockton High School Gymnasium, Brockton, Massachusetts, U.S.  |                                                                                    |
| 19  | Victorie   | 18–0–1           | DC Walker               | TKO | 2 (10), 2:58  | Dec 20, 1974 | Boston Garden, Boston, Massachusetts, U.S.                     |                                                                                    |
| 18  | Remiză     | 17–0–1           | Sugar Ray Seales        | MD  | 10            | Nov 26, 1974 | Center Coliseum, Seattle, Washington, U.S.                     |                                                                                    |
| 17  | Victorie   | 17–0             | George Green            | KO  | 1 (10), 0:30  | Nov 16, 1974 | Brockton High School Gymnasium, Brockton, Massachusetts, U.S.  |                                                                                    |
| 16  | Victorie   | 16–0             | Morris Jordan           | TKO | 4 (10), 2:20  | Oct 29, 1974 | Brockton High School Gymnasium, Brockton, Massachusetts, U.S.  |                                                                                    |
| 15  | Victorie   | 15–0             | Sugar Ray Seales        | UD  | 10            | Aug 30, 1974 | WNAC-TV Studio, Boston, Massachusetts, U.S.                    |                                                                                    |
| 14  | Victorie   | 14–0             | Peachy Davis            | KO  | 1 (10), 1:00  | Aug 13, 1974 | Sargent Field, New Bedford, Massachusetts, U.S.                |                                                                                    |
| 13  | Victorie   | 13–0             | Bobby Williams          | TKO | 3 (10), 1:11  | Jul 16, 1974 | Boston Arena, Boston, Massachusetts, U.S.                      |                                                                                    |
| 12  | Victorie   | 12–0             | Curtis Phillips         | TKO | 5 (10)        | 30 mai 1974  | Exposition Building, Portland, Maine, U.S.                     |                                                                                    |
| 11  | Victorie   | 11–0             | James Redford           | TKO | 2 (10)        | 4 mai 1974   | Brockton High School Gymnasium, Brockton, Massachusetts, U.S.  |                                                                                    |
| 10  | Victorie   | 10–0             | Tracy Morrison          | TKO | 8 (10), 2:04  | Apr 5, 1974  | WNAC-TV Studio, Boston, Massachusetts, U.S.                    |                                                                                    |
| 9   | Victorie   | 9–0              | Bob Harrington          | KO  | 5 (10), 2:00  | Feb 5, 1974  | Boston Garden, Boston, Massachusetts, U.S.                     |                                                                                    |
| 8   | Victorie   | 8–0              | James Redford           | KO  | 4 (8)         | Dec 18, 1973 | John B. Hynes Memorial Auditorium, Boston, Massachusetts, U.S. |                                                                                    |
| 7   | Victorie   | 7–0              | Manny Freitas           | TKO | 1 (8), 1:33   | Dec 6, 1973  | Exposition Building, Portland, Maine, U.S.                     |                                                                                    |
| 6   | Victorie   | 6–0              | Cocoa Kid               | KO  | 2 (8)         | Nov 17, 1973 | Brockton, Massachusetts, U.S.                                  |                                                                                    |
| 5   | Victorie   | 5–0              | Cove Green              | TKO | 4 (8), 1:27   | Oct 26, 1973 | Brockton High School Gymnasium, Brockton, Massachusetts, U.S.  |                                                                                    |
| 4   | Victorie   | 4–0              | Dornell Wigfall         | PTS | 8             | Oct 6, 1973  | Brockton High School Gymnasium, Brockton, Massachusetts, U.S.  |                                                                                    |
| 3   | Victorie   | 3–0              | Muhammed Smith          | KO  | 2 (6)         | Aug 8, 1973  | Boston Arena, Boston, Massachusetts, U.S.                      |                                                                                    |
| 2   | Victorie   | 2–0              | Sonny Williams          | UD  | 6             | Jul 25, 1973 | Boston Arena, Boston, Massachusetts, U.S.                      |                                                                                    |
| 1   | Victorie   | 1–0              | Terry Ryan              | KO  | 2 (4)         | 18 mai 1973  | Brockton High School Gymnasium, Brockton, Massachusetts, U.S.  | Professional debut                                                                 |